# Згердешть
Згердешть (рум. Zgărdești) — село у Теленештському районі Молдови. Адміністративний центр однойменної комуни, до складу якої також входять села Бондареука та Чофу.

## Населення
За даними перепису населення 2004 року у селі проживали 942 особи.
Національний склад населення села:
| Національність   | Кількість осіб | Відсоток   |
| ---------------- | -------------- | ---------- |
| молдавани румуни | 918 18         | 97,5% 1,9% |
| росіяни          | 3              | 0,3%       |
| українці         | 2              | 0,2%       |
| болгари          | 1              | 0,1%       |
| Всього           | 942            | 100%       |